# Чемпионат мира по боксу 2011

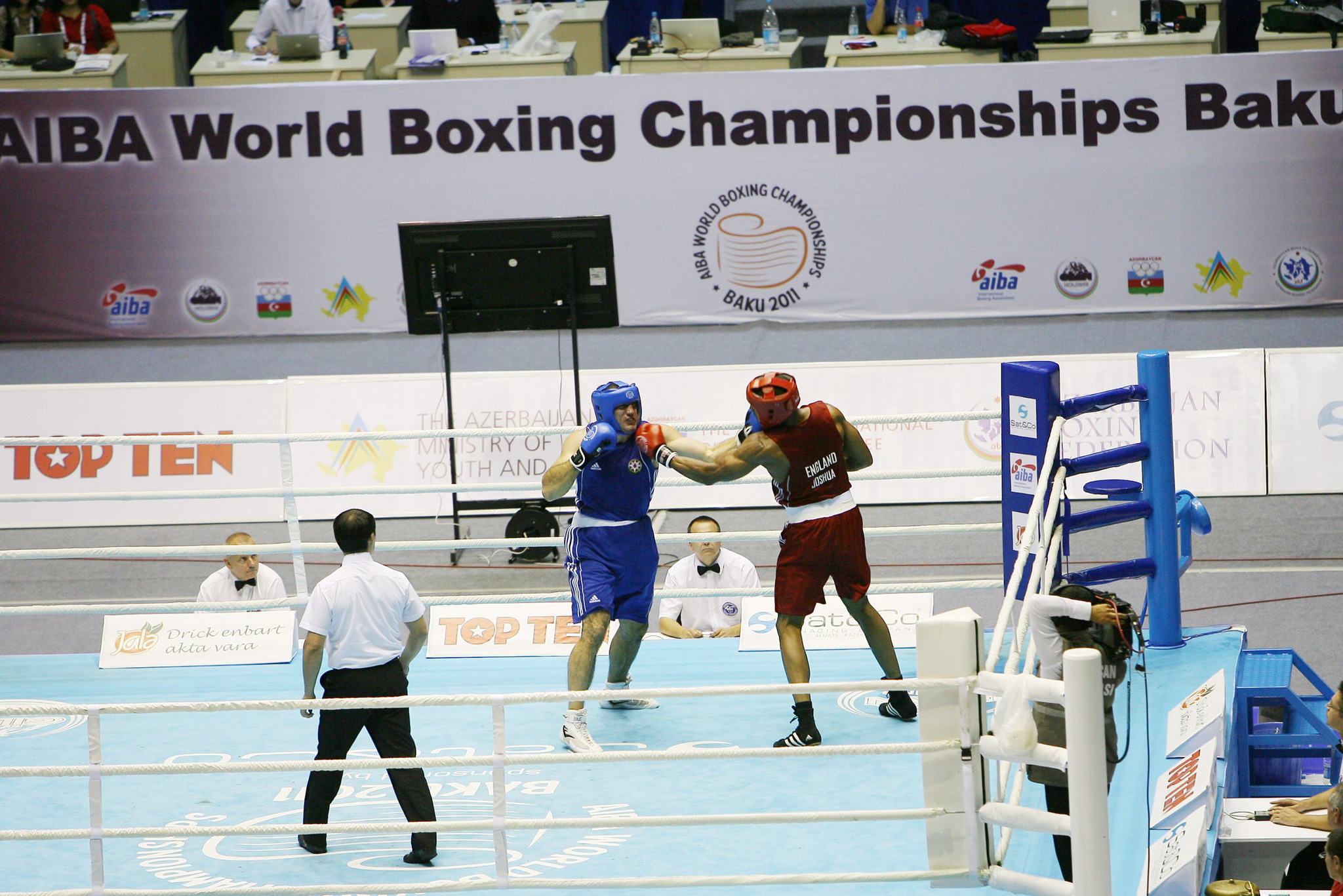
Финальный поединок между Магомедрасул Меджидовым из Азербайджана и Энтони Джошуа из Великобритании в супертяжёлой весовой категории

16-й Чемпионат мира по боксу проходил в Спортивно-концертном комплексе имени Гейдара Алиева в Баку (Азербайджан) с 22 сентября по 10 октября 2011 года.
Первенство планеты по любительскому боксу, проводившееся под эгидой AIBA, впервые собрало такое большое количество участников. Предыдущий рекорд участвующих в мировых чемпионатах был установлен в 2009 году на чемпионате мира в Милане (Италия).
Данный турнир являлся отборочным на Олимпийские игры-2012. 685 боксёров из 127 стран боролись за заветные лицензии.
Отборочные бои начались 26 сентября, финальные поединки прошли 8 октября.

## Медальный зачёт
| Весовая категория | Золото                            | Серебро                        | Бронза                             |
| ----------------- | --------------------------------- | ------------------------------ | ---------------------------------- |
| до 49 кг          | Цзоу Шимин Китай                  | Син Джон Хун Корея             | Давид Айрапетян Россия             |
| до 49 кг          | Цзоу Шимин Китай                  | Син Джон Хун Корея             | Пурэвдоржийн Сэрдамба Монголия     |
| до 52 кг          | Миша Алоян Россия                 | Эндрю Селби Уэльс              | Роши Уоррен США                    |
| до 52 кг          | Миша Алоян Россия                 | Эндрю Селби Уэльс              | Жасурбек Латипов Узбекистан        |
| до 56 кг          | Ласаро Альварес Куба              | Люк Кэмпбелл Англия            | Джон Джо Невин Ирландия            |
| до 56 кг          | Ласаро Альварес Куба              | Люк Кэмпбелл Англия            | Анвар Юнусов Таджикистан           |
| до 60 кг          | Василий Ломаченко Украина         | Ясниэль Толедо Куба            | Гани Жайлауов Казахстан            |
| до 60 кг          | Василий Ломаченко Украина         | Ясниэль Толедо Куба            | Доменико Валентино Италия          |
| до 64 кг          | Эвертон Лопис Бразилия            | Денис Беринчик Украина         | Томас Сталкер Англия               |
| до 64 кг          | Эвертон Лопис Бразилия            | Денис Беринчик Украина         | Винченцо Манджакапре Италия        |
| до 69 кг          | Тарас Шелестюк Украина            | Серик Сапиев Казахстан         | Кришан Викас Индия                 |
| до 69 кг          | Тарас Шелестюк Украина            | Серик Сапиев Казахстан         | Эгидиюс Каваляускас Литва          |
| до 75 кг          | Евгений Хитров Украина            | Рёта Мурата Япония             | Богдан Юратони Румыния             |
| до 75 кг          | Евгений Хитров Украина            | Рёта Мурата Япония             | Эскива Фалькао Флорентино Бразилия |
| до 81 кг          | Хулио Сесар ла Крус Куба          | Адильбек Ниязымбетов Казахстан | Эльшод Расулов Узбекистан          |
| до 81 кг          | Хулио Сесар ла Крус Куба          | Адильбек Ниязымбетов Казахстан | Егор Мехонцев Россия               |
| до 91 кг          | Александр Усик Украина            | Теймур Мамедов Азербайджан     | Сергей Корнеев Белоруссия          |
| до 91 кг          | Александр Усик Украина            | Теймур Мамедов Азербайджан     | Ван Сюаньсюань Китай               |
| от 91 кг          | Магомедрасул Меджидов Азербайджан | Энтони Джошуа Англия           | Эрик Пфайфер Германия              |
| от 91 кг          | Магомедрасул Меджидов Азербайджан | Энтони Джошуа Англия           | Иван Дычко Казахстан               |

## Страны-участницы
685 боксёров из 127 стран участвовали на Чемпионате мира:

Страны — участницы чемпионата

| - Афганистан (5) - Албания (4) - Алжир (8) - Ангола (4) - Аргентина (7) - Армения (7) - Австралия (10) - Австрия (1) - Азербайджан (9) - Багамские Острова (2) - Барбадос (2) - Беларусь (10) - Бенин (1) - Боливия (2) - Босния и Герцеговина (5) - Ботсвана (2) - Бразилия (6) - Болгария (10) - Буркина-Фасо (2) - Канада (5) - Камбоджа (2) - Острова Кайман (2) - Камерун (5) - Китай (10) - Китайский Тайбэй (4) - Колумбия (7) - Коморы (4) - Кот-д’Ивуар (1) - Хорватия (5) - Куба (10) - ДР Конго (10) - Чехия (5) - Дания (4) - Доминика (4) - Доминиканская Республика (5) - Эквадор (8) - Египет (9) - Сальвадор (3) - Эстония (3) - Эфиопия (8) - Финляндия (1) - Франция (8) | - Габон (7) - Гамбия (4) - Грузия (10) - Германия (10) - Гана (7) - Великобритания - Англия (9) - Шотландия (1) - Уэльс (5) - Греция (3) - Гватемала (2) - Гаити (4) - Венгрия (10) - Исландия (1) - Индонезия (5) - Индия (10) - Иран (9) - Ирак (8) - Ирландия (10) - Израиль (2) - Италия (9) - Ямайка (2) - Япония (8) - Иордания (4) - Латвия (4) - Литва (7) - Казахстан (9) - Кения (10) - Кыргызстан (9) - Кувейт (1) - Северная Македония (4) - Малайзия (2) - Мали (1) - Маврикий (6) - Мексика (10) - Молдова (8) - Монако (8) - Монголия (8) - Черногория (2) - Марокко (9) - Мьянма (2) - Науру (1) - Непал (2) | - Нидерланды (3) - Новая Зеландия (4) - Никарагуа (2) - Нигер (2) - Норвегия (3) - Пакистан (6) - Филиппины (6) - Польша (10) - Португалия (1) - Румыния (8) - Россия (10) - Руанда (6) - Сент-Люсия (2) - Сент-Винсент и Гренадины (1) - Саудовская Аравия (5) - Сербия (5) - Сенегал (4) - Сейшельские Острова (4) - Сьерра-Леоне (9) - Словакия (6) - Словения (1) - ЮАР (4) - Республика Корея (8) - Испания (4) - Шри-Ланка (3) - Эсватини (1) - Швеция (6) - Таджикистан (10) - Таиланд (8) - Туркменистан (6) - Танзания (8) - Того (2) - Тонга (2) - Тринидад и Тобаго (2) - Тунис (4) - Турция (10) - Уганда (10) - Украина (10) - США (10) - Узбекистан (10) - Венесуэла (8) - Вьетнам (1) |

## Интересные факты
- Из-за судейской ошибки в 1/8 финала, украинскому боксёру Василию Ломаченко было засчитано поражение в поединке с бразильцем Робсоном Консейсао. Федерация бокса Украины подала протест, в результате которого победа была присуждена украинскому боксёру[6]. В итоге Василий завоевал золото, став двукратным чемпионом мира по боксу.
- Рядом СМИ была распространена информация о якобы совершённом на армянских боксёров нападении[7], о том, что одним из зрителей был брошен камень в Андраника Акопяна[8]. Однако, позже информационное агентство «Новости-Армения» сообщило, что Федерация бокса Армении опровергло информацию о том, что на армянских спортсменов было совершено нападение[9].